# Hier en nu! (lied)
Hier en nu! is een lied van het Nederlandse zangduo Nick & Simon. Het werd in 2019 als single uitgebracht.

## Achtergrond
Hier en nu! is geschreven door Simon Keizer, Jaap Kwakman en Nick Schilder en geproduceerd door Kwakman. Het is een nummer uit de genres nederpop, palingpop en folk. Het is een lied dat gaat over het maken van een herinnering dat je voor de rest van je leven bij je houdt. De inspiratie voor het lied is gekomen uit een optreden dat de heren hielden bij het Indian Summer Festival in 2018, dat voor het duo een onvergetelijke ervaring was.
In het refrein van het lied wordt een deel ingezongen door een achtergrondkoortje. Dit achtergrondkoor was gevormd nadat Nick & Simon een oproep hadden gedaan op NPO Radio 2 voor mensen die wilden meezingen en een selectie van de aanmeldingen was uitgekozen voor het koortje.

## Hitnoteringen
Het duo had weinig succes met het lied in de hitlijsten van Nederland. Het had geen notering in de Single Top 100 en ook de Top 40 werd niet bereikt; het lied bleef steken op de achttiende plaats van de Tipparade.